# William H. Gass
William Howard Gass (ur. 30 lipca 1924 w Fargo, zm. 6 grudnia 2017 w Saint Louis) – amerykański prozaik, krytyk literacki, i eseista. 
W swojej twórczości prozatorskiej, która charakteryzowała się licznymi innowacjami stylistycznymi, opierał się na własnych koncepcjach filozoficznych. Przeciwstawiał się traktowaniu literatury jako źródła prawdy i wiedzy o świecie. Był autorem powieści Omensetter's Luck (1966), opowiadania eseistycznego Willie Masters' Lonesome Wife (1971), tomu opowiadań In the Heart of the Heart of the Country oraz licznych esejów i zbiorów esejów, w których wypowiadał się m.in. o literaturze, filozofii i filologii. W 2000 r. otrzymał prestiżową PEN/Nabokov Award – nagrodę Amerykańskiego PEN Clubu w dziedzinie powieściopisarstwa, a w 2003 PEN/Diamonstein-Spielvogel Award za twórczość eseistyczną.